# Kumon
Kumon (くもん) est un prénom japonais masculin.

## En kanji
Kanjis les plus fréquemment utilisés :
- 宮門 : porte du palais
- 久門 : longue durée et porte
- 公門 : publique/officielle et porte
- 九門 : neuf portes
- 公文 : texte officiel
- 久文 : texte/phrase qui perdure

## Personnes célèbres
- Kumon Shunpei (俊平公文), un écrivain du mouvement Nihonjinron.